# Laudaricus
Laudaricus là thủ lĩnh nổi tiếng của người Hung. Cuốn biên niên sử Chronica Gallica 511 mục năm 451 ghi nhận ông là người cùng huyết thống với Attila (tiếng Latinh: Cognatus Attilae), tử nạn trong Trận đồng bằng Catalaunian vào năm 451 sau Công nguyên.
M. Schönfeld coi cái tên có nguồn gốc từ các sắc tộc German, *Lauda reiks (có thể là "vị vua nổi tiếng"; so sánh với Ludwig). Omeljan Pritsak đề xuất có khả năng là do nhà biên niên sử đã Gothic hóa và sửa đổi tên gọi từ tiếng Thổ Nhĩ Kỳ *Valda > Velda (< *Belda > Bleda).